# شهرستان بریمی
شهرستان بریمی (به عربی:  ولایة البریمی) یکی از شهرستانهای استان بریمی در کشور پادشاهی عمان است.

## أماکن تاریخی
- قلعه خندق   (حصن الخندق)
- قلعه حله  (حصن الحلة)